# William Ching
William Brooks Ching (* 2. Oktober 1913 in St. Louis, Missouri; † 1. Juli 1989 in Tustin, Kalifornien) war ein US-amerikanischer Schauspieler.

## Leben und Karriere
Der blonde, hochgewachsene Ching begann seine Karriere als Sänger und Musicaldarsteller, unterbrach diese aber zeitweise für einen Einsatz im Zweiten Weltkrieg. Am Broadway hatte er 1947 eine größere Rolle als Dr. Joseph Taylor in der Originalproduktion des Musicals Allegro von Rodgers und Hammerstein. Ende der 1940er-Jahre hatte er in New York außerdem eine eigene Radioshow. Ab 1946 begann er auch als Filmschauspieler zu arbeiten, wobei er im Film nie zu einem Musicaldarsteller wurde, da er sich auf dramatische Parts konzentrieren wollte. In zwei frühen Filmrollen wurde er auch als William Brooks im Abspann geführt, da man ihm in Hollywood dazu riet, den asiatisch klingenden Nachnamen Ching für bessere Karrierechancen abzulegen. Später weigerte sich Ching, dessen Familienhintergrund eigentlich englischer Herkunft war, gegen eine solche Umbenennung des eigenen Namens, die in Hollywood damals bei unvorteilhaften Namen übliche Praxis war. Er sagte hierzu:
„Mir wurde erzählt, dass bei meinem Radioprogramm Leute annehmen würden, dass ich ein Orientaler bin, da sie mich nicht sehen können. Fakt ist, dass die Leistung zählt, Namen bedeuten nichts.“ (I’ve been told that when I start my radio program people will assume that I am an Oriental, since they can’t see me. The fact remains that the performance is what counts; names don’t mean anything.)
Ching war ab 1947 unter Vertrag bei Republic Pictures und spielte dort in einer Reihe von Western, etwa in Blutrache in Montana (1950) neben Wild Bill Elliott oder in Apachenschlacht am schwarzen Berge (1951) mit Rod Cameron. Im damals populären Film noir übernahm er 1949 in Opfer der Unterwelt die Rolle eines korrupten Sekretärs und Mörders, in Ein einsamer Ort spielte er ein Jahr später an der Seite von Humphrey Bogart einen Polizisten. Eine seiner bekanntesten Rollen hatte er 1952 in George Cukors Komödie Pat und Mike, in der er den gutaussehenden, aber oberlehrerhaften Lebensgefährten von Katharine Hepburns Hauptfigur verkörperte. Allerdings blieb Ching der große Durchbruch versagt und er musste sich im Verlaufe der 1950er-Jahre häufiger mit Gastrollen in Fernsehserien begnügen. In der Serie Our Miss Brooks hatte er kurzzeitig eine wiederkehrende Nebenrolle als Sportlehrer, mit dem die Hauptfigur der Serie datet.
Bereits 1959 zog sich Ching nach einem Gastauftritt in der Serie 77 Sunset Strip aus dem Filmgeschäft zurück. Sein filmisches Schaffen umfasst knapp über 50 Film- und Fernsehproduktionen. Über seine letzten drei Lebensjahrzehnte bis zu seinem Tod an einer Herzerkrankung 1989 ist wenig bekannt, außer dass er offenbar die Schauspielerei für das lukrativere Immobiliengeschäft verließ. Er war mit Lucille Rieger (1916–1958) bis zu ihrem Tod im März 1958 verheiratet, das Paar hatte drei Kinder. Danach war er von Oktober 1958 bis zu seinem Tod mit Frances Olmsted (1919–2013) in einer Ehe.

## Filmografie (Auswahl)
- 1946: The Mysterious Mr. M
- 1947: Michigan Kid
- 1947: Lied des Orients (Song of Scheherazade)
- 1947: Zwei trübe Tassen – vom Militär entlassen (Buck Privates Come Home)
- 1947: Something in the Wind
- 1947: Die Wildwest-Witwe (The Wistful Widow of Wagon Gap)
- 1949: Opfer der Unterwelt (D.O.A.)
- 1950: Ein einsamer Ort (In a Lonely Place)
- 1950: Blutrache in Montana (The Showdown)
- 1951: Belle Le Grand
- 1951: Apachenschlacht am schwarzen Berge (Oh! Susanna)
- 1951: Der Seewolf von Barracuda (The Sea Hornet)
- 1951: Höllenreiter der Nacht (The Wild Blue Yonder)
- 1952: Bal Tabarin
- 1952: Pat und Mike (Pat and Mike)
- 1953: Starr vor Angst (Scared Stiff)
- 1953: Eine Chance für Suzy (Give a Girl a Break)
- 1955: Die Nacht gehört uns (The Magnificent Matador)
- 1955: Der Teufel im Sattel (Tall Man Riding)
- 1955: Our Miss Brooks (Fernsehserie, 4 Folgen)
- 1955–1956: Science Fiction Theatre (Fernsehserie, 3 Folgen)
- 1957: Official Detective (Fernsehserie, Folge 1x19)
- 1958: Terror in the Haunted House
- 1958: Perry Mason (Fernsehserie, Folge 2x01)
- 1959: Patrouille westwärts (Escort West)
- 1959: 77 Sunset Strip (Fernsehserie, Folge 1x18)